# ヒヤバグシ区
ヒヤバグシ区（ヒヤバグシく、モンゴル語：ᠬᠢᠶ᠎ᠠ
ᠪᠠᠭᠰᠢ　転写：Kiy-a Baɣsi）は、中華人民共和国内モンゴル自治区オルドス市に位置する市轄区。中国語読みの「康巴什」（カンバシ）の名でも知られる。

## 歴史
元々は東勝区の一部（ヒヤバグシ新区）であった。石炭をはじめとする鉱物資源が中国国内でも特に豊かなオルドス市では鉱業ブームが起こり、億万長者が次々と誕生した。気を大きくした市政府や開発業者は、市の郊外の砂漠に人口100万人規模の新都市を作るという壮大な構想を立て、ヒヤバグシ新区が建てられ、2016年6月にヒヤバグシ区として分立した。
超高層ビルや高層アパートが立ち並ぶほか、巨大都市にふさわしい未来的な大型スタジアム、アリーナ、美術館、国際サーキットなどが作られた。市の政治や教育などの機能も新都市に移転し、期待から不動産価格は高騰した。しかし入居者は100万人に遠く及ばず、不動産バブルに沸く中国の代表的な「鬼城」（ゴーストタウン）と呼ばれる。
石炭ブームの抑制と価格暴落によりオルドスの鉱業は低迷に転じており、今後も人口の大規模流入は見込めず新都市の先行きは危ぶまれる。「鬼城」のレッテルを国内外のメディアから貼られた市当局は、周辺の農家に補償金と無料住居を提供して定住化を図るなどして人口を10万人程度に引き上げたほか、2012年ミス・ワールド世界大会決勝などイベントの誘致にも取り組んでいる。

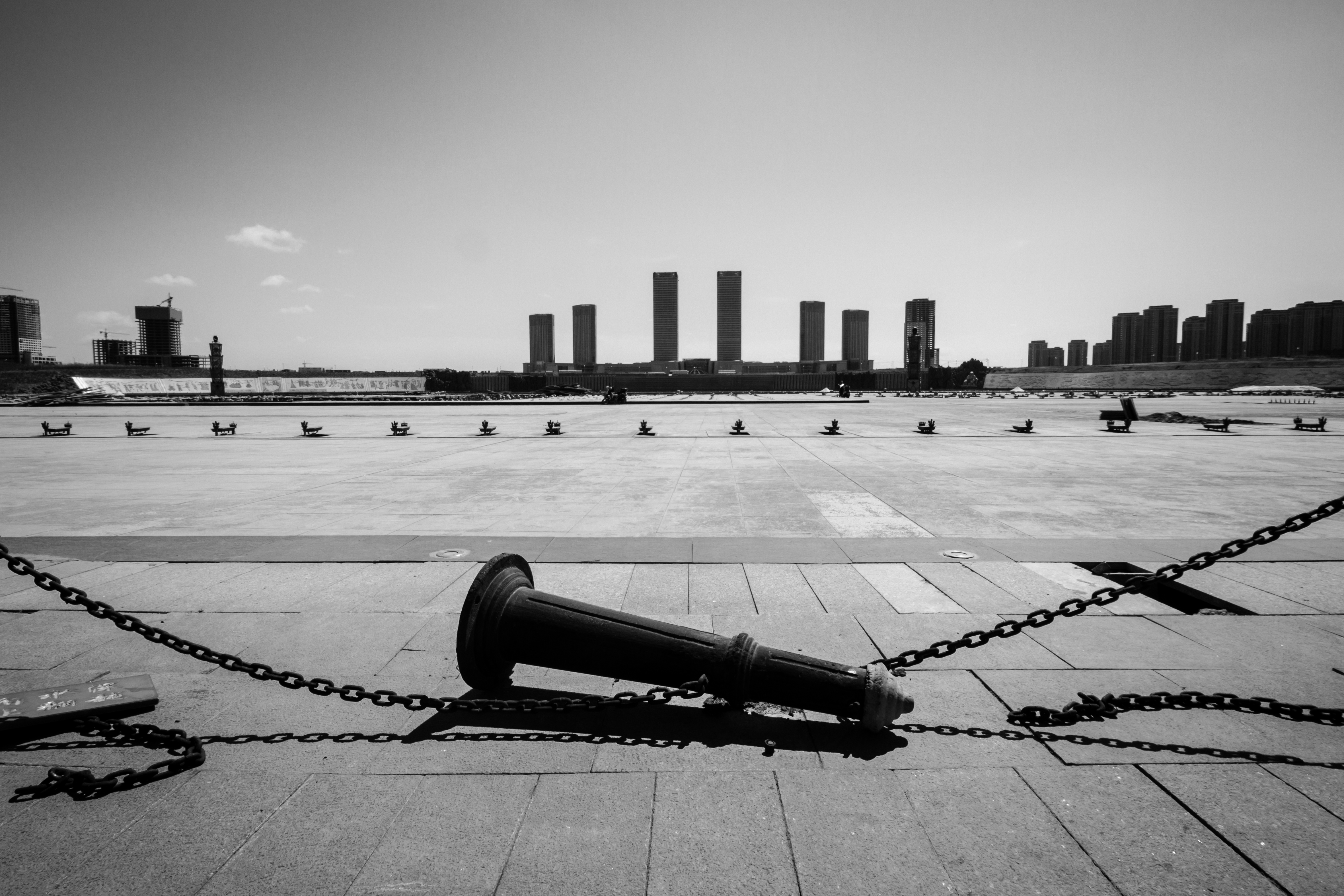
超高層ビルの立ち並ぶ中心部を望む
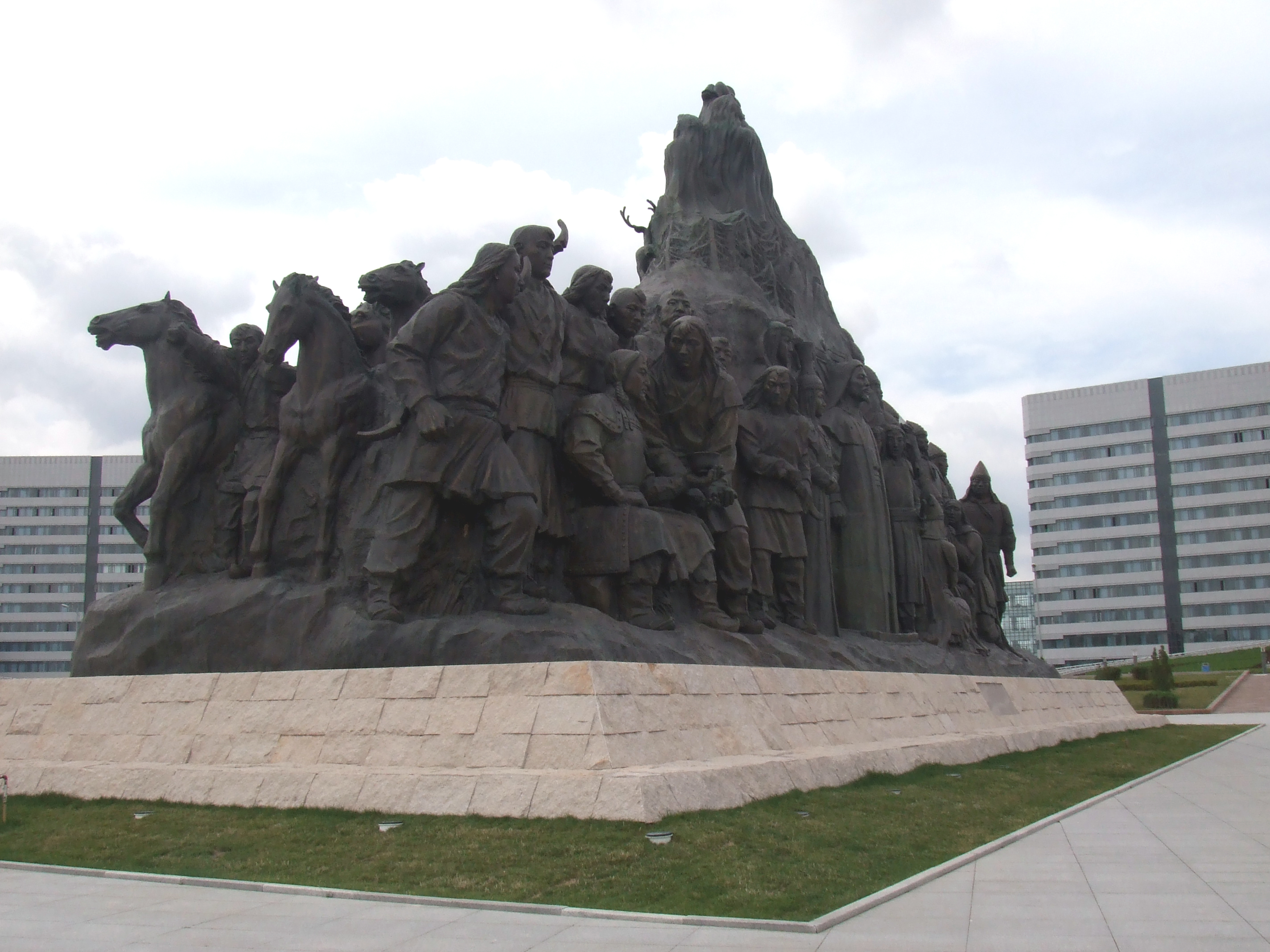
康巴什新区のチンギスハーン広場
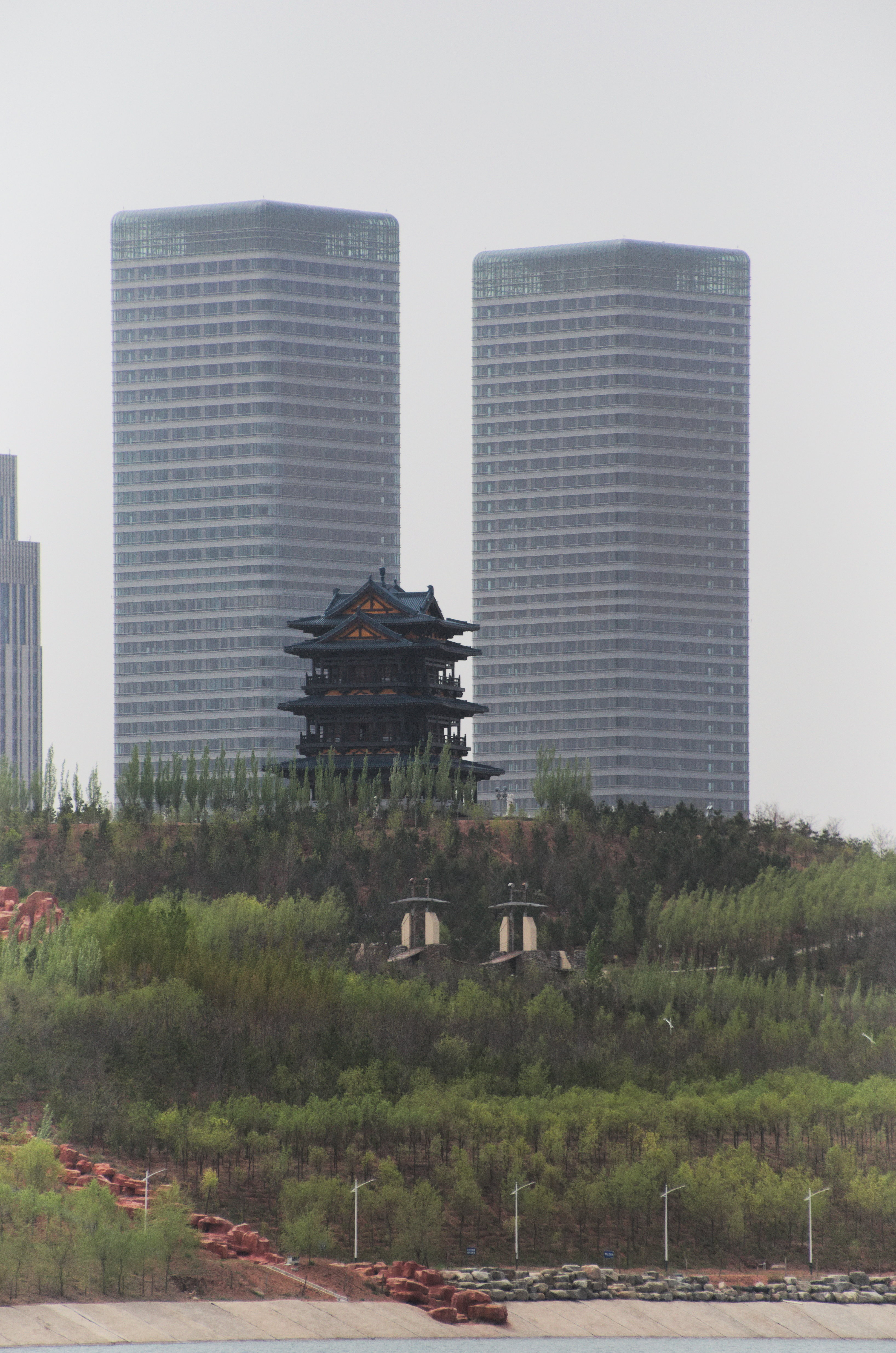
人造湖に作られた庭園
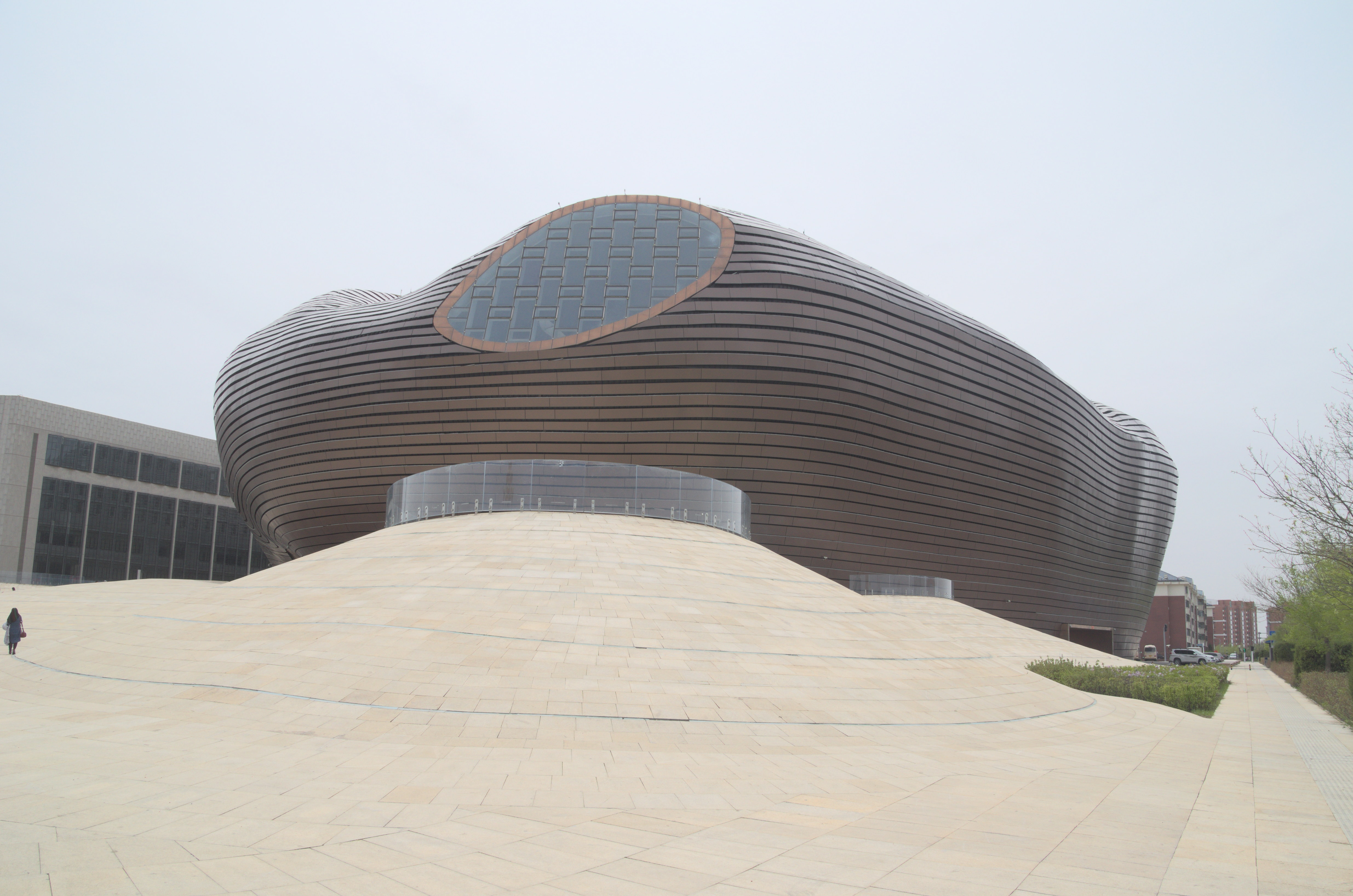
オルドス博物館

## 行政区画
- ジュール・ゴドムジ（街道）:ヒヤバグシ・ジュール・ゴドムジ（哈巴格希街道）、浜河街道、青春山街道、康新街道